# Parrocchie della diocesi di San Benedetto del Tronto-Ripatransone-Montalto
Le parrocchie che compongono la diocesi di San Benedetto del Tronto-Ripatransone-Montalto sono 54.

## Vicarie
Questa diocesi è organizzata in cinque vicarie.

### Vicaria del Venerabile padre Giovanni dello Spirito Santo
| Parrocchia               | Patrono                | Comune                   | Frazione/Quartiere |
| ------------------------ | ---------------------- | ------------------------ | ------------------ |
| Santa Maria della Marina | Beata Vergine Maria    | San Benedetto del Tronto | centro             |
| Acquaviva Picena         | San Niccolò            | Acquaviva Picena         | centro             |
| Madonna del Suffragio    | Beata Vergine Maria    | San Benedetto del Tronto | Ponterotto         |
| San Benedetto            | san Benedetto martire  | San Benedetto del Tronto | centro             |
| San Filippo Neri         | San Filippo Neri       | San Benedetto del Tronto | centro             |
| San Giuseppe             | San Giuseppe           | San Benedetto del Tronto | centro             |
| San Pio X                | San Pio X              | San Benedetto del Tronto | centro             |
| San Savino               | San Savino             | Ripatransone             | San Savino         |
| Sant′Antonio di Padova   | Sant'Antonio di Padova | San Benedetto del Tronto | centro             |

### Vicaria di San Giacomo della Marca
| Parrocchia                       | Patrono                      | Comune                   | Frazione/Quartiere |
| -------------------------------- | ---------------------------- | ------------------------ | ------------------ |
| San Giacomo della Marca          | San Giacomo della Marca      | San Benedetto del Tronto | Porto d'Ascoli     |
| B. M. Teresa di Calcutta         | Madre Teresa di Calcutta     | Martinsicuro             | sudovest           |
| Centobuchi - Regina Pacis        | Beata Vergine Maria          | Monteprandone            | Centobuchi         |
| Centobuchi - Sacro Cuore         | Sacro Cuore di Gesù          | Monteprandone            | Centobuchi         |
| Colonnella                       | San Cipriano                 | Colonnella               | centro             |
| Cristo Re                        | Cristo Re                    | San Benedetto del Tronto | Porto d'Ascoli     |
| Martinsicuro                     | Sacro Cuore di Gesù          | Martinsicuro             | centro             |
| Monteprandone                    | San Niccolò                  | Monteprandone            | centro             |
| Sacra Famiglia                   | Sacra Famiglia               | San Benedetto del Tronto | Porto d'Ascoli     |
| San Giovanni di Colonnella       | San Giovanni Evangelista     | Colonnella               | San Giovanni       |
| Santissima Annunziata            | Santissima Annunziata        | San Benedetto del Tronto | Porto d'Ascoli     |
| Villa Rosa - San Gabriele        | San Gabriele dell'Addolorata | Martinsicuro             | Villa Rosa         |
| Villa Rosa - Santa Maria Bambina | Beata Vergine Maria          | Martinsicuro             | Villa Rosa         |

### Vicaria della Madonna di San Giovanni
| Parrocchia                             | Patrono                           | Comune          | Frazione/Quartiere |
| -------------------------------------- | --------------------------------- | --------------- | ------------------ |
| Ripatransone - Santi Gregorio e Nicolò | Santi Gregorio e Nicolò           | Ripatransone    | centro             |
| Ripatransone - SS. Benigno e Michele   | Santi Benigno e Michele Arcangelo | Ripatransone    | centro             |
| Cossignano                             | Santa Maria Assunta               | Cossignano      | centro             |
| Cupra Marittima                        | San Basso                         | Cupra Marittima | centro             |
| Trivio                                 | Santa Maria Ausiliatrice          | Ripatransone    | Trivio             |
| Valtesino                              | Madonna di Fatima                 | Ripatransone    | Valtesino          |

### Vicaria della Beata Maria Assunta Pallotta
| Parrocchia            | Patrono                       | Comune                | Frazione/Quartiere |
| --------------------- | ----------------------------- | --------------------- | ------------------ |
| Montalto delle Marche | Santa Maria Assunta           | Montalto delle Marche | centro             |
| Castignano            | San Pietro Apostolo           | Castignano            | centro             |
| Comunanza             | Santa Caterina di Alessandria | Comunanza             | centro             |
| Ferrà                 | Santi Pietro e Paolo          | Montemonaco           | Ferrà              |
| Force                 | San Paolo Apostolo            | Force                 | centro             |
| Isola San Giorgio     | San Giorgio Martire           | Montemonaco           | Isola San Giorgio  |
| Montedinove           | San Lorenzo Martire           | Montedinove           | centro             |
| Montelparo            | San Michele Arcangelo         | Montelparo            | centro             |
| Montemonaco           | San Benedetto                 | Montemonaco           | centro             |
| Patrignone            | Santa Maria in Viminato       | Montalto delle Marche | Patrignone         |
| Porchia               | Santa Lucia                   | Montalto delle Marche | Porchia            |
| Rotella               | San Lorenzo Martire           | Rotella               | centro             |
| Valdaso               | San Pietro Apostolo           | Montalto delle Marche | Valdaso            |

### Vicaria di Santa Maria in Montesanto
| Parrocchia               | Patrono                                 | Comune                   | Frazione/Quartiere  |
| ------------------------ | --------------------------------------- | ------------------------ | ------------------- |
| Ripe di Civitella        | Santa Maria in Montesanto e Sant'Angelo | Civitella del Tronto     | Ripe                |
| Cerqueto del Tronto      | San Pietro Apostolo                     | Civitella del Tronto     | Cerqueto del Tronto |
| Faraone                  | Maria della Misericordia                | Sant'Egidio alla Vibrata | Faraone             |
| Paolantonio              | San Giuseppe                            | Sant'Egidio alla Vibrata | Paolantonio         |
| Sant'Egidio alla Vibrata | Sant'Egidio Abate                       | Sant'Egidio alla Vibrata | centro              |
| Villa Lempa              | Santa Maria del Carmine                 | Civitella del Tronto     | Villa L'empatia     |